# Golpe de Estado en Ecuador de 1963
El golpe de Estado en Ecuador de 1963 fue la toma del gobierno por parte de los militares contra la administración de Carlos Julio Arosemena Monroy, estableciendo una junta militar de cuatro hombres encabezada por Ramón Castro Jijón. La junta gobernó el país hasta 1966, cuando fue derrocada en otro golpe de Estado por el Alto Mando de las Fuerzas Armadas.
Los motivos detrás del golpe de Estado incluyeron la insatisfacción con la percepción excesiva de amistad del presidente Arosemena con los comunistas.
El 11 de julio de 1963, el ejército ecuatoriano dio un golpe de Estado casi incruento que resultó en el derrocamiento del gobierno y el exilio tanto del presidente Arosemena como del vicepresidente Varea. La junta militar que tomó el poder, compuesta por el contraalmirante Ramón Castro Jijón, entrenado por Estados Unidos, el coronel Aurelio Naranjo y Naftali Ponce Miranda. Inmediatamente después, la junta militar proclamó la ley marcial y la ilegalización del Partido Comunista del Ecuador (PCE), junto con la detención de altos funcionarios del PCE. 
Durante los tres años de gobierno de la junta, apoyaron a los exportadores agrícolas y dependieron del financiamiento de la deuda y de la industrialización por sustitución de importaciones. También se proporcionó una importante ayuda financiera de USAID. Mientras intentaba cumplir los criterios necesarios para obtener préstamos del Banco Mundial, la junta aumentó los impuestos a la gasolina, aumentó las tarifas de la electricidad y recortó empleos en las empresas estatales del país.
A pesar de reducir el gasto público en un 16% en 1963, las finanzas públicas del país siguieron siendo débiles. Las exenciones fiscales para las empresas extranjeras también provocaron que el déficit presupuestario se disparara de S/. 250 millones en 1963 a S/. 630 millones en 1964, alcanzando S/. 1.200 millones en 1965. La deuda pública aumentó a  US$ a finales de 1964 y el crecimiento económico se desaceleró debido a la disminución de las exportaciones de banano, café y cacao.
En 1966, la junta enfrentó una oposición significativa debido a sus impopulares medidas de austeridad y al fracaso en la transición a un gobierno civil, lo que provocó manifestaciones generalizadas en Quito y Guayaquil.